# In Colour
Albums de Jamie xx
We're New Here
(2011)
Singles
1. Girl/Sleep Sound
Sortie : 5 mai 2014
2. Gosh/Loud Places
Sortie : 25 mars 2015
3. I Know There's Gonna Be (Good Times)
Sortie : 22 mai 2015

In Colour est le premier album studio en solo du producteur britannique et membre de The xx Jamie Smith, mieux connu sous le nom de Jamie xx. Sorti le 29 mai 2015 et enregistré à Londres et au Texas de 2012 à 2014, il paraît sur le label Young Turks.

## Liste des chansons
| No  | Titre                                                                  | Auteur                                                                                                   | Durée |
| --- | ---------------------------------------------------------------------- | --- | ----- |
| 1.  | Gosh                                                                   | Jamie Smith                                                                                              | 4:51  |
| 2.  | Sleep Sound                                                            | J. Smith, Alicia Keys, Kerry Brothers, George Forrest, Taneisha Smith, Robert Wright                     | 3:52  |
| 3.  | SeeSaw (featuring Romy)                                                | J. Smith, Mary Buffett, Billy Guy, Kieran Hebden, Romy Madley Croft, Sylvia Robinson                     | 4:28  |
| 4.  | Obvs                                                                   | J. Smith, Hugh Masekela                                                                                  | 3:51  |
| 5.  | Just Saying                                                            | J. Smith                                                                                                 | 1:23  |
| 6.  | Stranger in a Room (featuring Oliver Sim)                              | J. Smith, David Oliver Sim                                                                               | 2:57  |
| 7.  | Hold Tight                                                             | J. Smith                                                                                                 | 4:03  |
| 8.  | Loud Places (featuring Romy)                                           | J. Smith, Croft, Rick Nowels, Tony Sarafino                                                              | 4:43  |
| 9.  | I Know There's Gonna Be (Good Times) (featuring Young Thug et Popcaan) | J. Smith, Ted Daryll, Andrae Sutherland, Jeffrey Williams                                                | 3:33  |
| 10. | The Rest Is Noise                                                      | J. Smith                                                                                                 | 4:58  |
| 11. | Girl                                                                   | J. Smith, Arthur Baker, Rasmus Hägg, Sebastian Maschat, Erlend Øye, Marcin Oez, John Robie, Brian Wilson | 4:05  |

| 12. | Stranger in a Room (instrumental)        | 3:03 |
| 13. | Loud Places (instrumental)               | 4:51 |
| 14. | All Under One Roof Raving (instrumental) | 5:55 |
| 15. | All Under One Roof Raving                | 5:59 |

## Personnel
Crédits provenant de la pochette de l'album In Colour.
- Jamie Smith – production, recording (toutes les pistes), mixing (pistes 1–8, 10, 11), engineering (piste 6) ; artwork
- Tom Elmhirst – mixing
- Four Tet – co-production (piste 3)
- Phil Lee – artwork
- Rodaidh McDonald – engineering (piste 6)
- Mandy Parnell – mastering
- Popcaan – chant (piste 9)
- Romy – chant (tracks 3, 8), samples de voix (pistes 5, 6), guitare (pistes 6, 8)
- Oliver Sim – chant (piste 6)
- Joe Visciano – additional engineering (piste 8), mixing assistance (toutes les pistes)
- David Wrench – mixing (piste 1)
- Young Thug – chant (piste 9)

## Classement
| Classement(2015)                         | Meilleure position |
| ---------------------------------------- | ------------------ |
| Australie (ARIA)                         | 2                  |
| Australie (Dance Albums) (ARIA)          | 1                  |
| Autriche (Ö3 Austria Top 40)             | 13                 |
| Belgique (Flandre Ultratop)              | 4                  |
| Belgique (Wallonie Ultratop)             | 18                 |
| Danemark (Tracklisten)                   | 17                 |
| Pays-Bas (Mega Album Top 100)            | 4                  |
| France (SNEP)                            | 26                 |
| Allemagne (Media Control AG)             | 15                 |
| Grèce (IFPI)                             | 23                 |
| Irlande (IRMA)                           | 5                  |
| Irlande (albums indépendants) (IRMA)     | 1                  |
| Italie (FIMI)                            | 39                 |
| Japon (Oricon)                           | 50                 |
| Nouvelle-Zélande (RIANZ)                 | 7                  |
| Norvège (VG-lista)                       | 10                 |
| Portugal (AFP)                           | 9                  |
| Écosse (OCC)                             | 3                  |
| Espagne (Promusicae)                     | 37                 |
| Suède (Sverigetopplistan)                | 24                 |
| Suisse (Schweizer Hitparade)             | 8                  |
| Royaume-Uni (UK Albums Chart)            | 3                  |
| États-Unis (Billboard 200)               | 21                 |
| États-Unis (Top Dance/Electronic Albums) | 1                  |

## Historique des sorties
| Pays        | Date          | Format                            | Édition          | Label                       | Réf.   |
| ----------- | ------------- | --------------------------------- | ---------------- | --------------------------- | ------ |
| Australie   | 29 mai 2015   | CD, LP, téléchargement de musique | Standard         | Young Turks, Remote Control | ,      |
| Allemagne   | 29 mai 2015   | CD, digital download              | Standard         | Young Turks, XL             |        |
| Allemagne   | 29 mai 2015   | LP                                | Standard, deluxe | Young Turks, XL             |        |
| Irlande     | 29 mai 2015   | CD, LP, téléchargement digital    | Standard         | Young Turks                 | ,      |
| France      | 1er juin 2015 | CD, LP, téléchargement digital    | Standard         | Young Turks                 | ,      |
| Royaume-Uni | 1er juin 2015 | CD, digital download              | Standard         | Young Turks                 |        |
| Royaume-Uni | 1er juin 2015 | LP                                | Standard, deluxe | Young Turks                 |        |
| États-Unis  | 2 June 2015   | CD, LP, téléchargement digital    | Standard         | XL                          |        |
| Japon       | 3 juin 2015   | CD, téléchargement digital        | Standard         | Hostess                     | [ 12 ] |